# Droga wojewódzka 728
Die Droga wojewódzka 728 (DW 728) ist eine 158 Kilometer lange Droga wojewódzka (Woiwodschaftsstraße) in der polnischen Woiwodschaft Masowien, der Woiwodschaft Łódź und der Woiwodschaft Heiligkreuz, die Grójec mit Jędrzejów verbindet. Die Strecke liegt im Powiat Grójecki, im Powiat Opoczyński, im Powiat Opoczyński, im Powiat Konecki, im Powiat Kielecki und im Powiat Jędrzejowski.

## Streckenverlauf
Woiwodschaft Masowien, Powiat Grójecki
-  Grójec (S 7, DK 50, DW 722)
- Odrzywołek
- Bielsk Mały
-  Bielsk Duży (DW 725)
- Stara Wieś
- Łęczeszyce
- Kozietuły
- Wodziczna
- Mogielnica
- Otaląż
- Brzostowiec
- Wólka Gostomska
-  Nowe Miasto nad Pilicą (Neumark an der Pilitza) (DW 707)
- Żdżarki

Woiwodschaft Masowien, Powiat Przysuski
- Wólka Wysokin
-  Odrzywół (DK 48)
- Kłonna

Woiwodschaft Łódź, Powiat Opoczyński
- Żardki
- Zakościele
- Drzewica
- Brzustowiec
-  Brzuśnia (DK 12)

Woiwodschaft Masowien, Powiat Przysuski
- Snarki
- Rozwady
- Kotfin

Woiwodschaft Heiligkreuz, Powiat Konecki
- Kamienna Wola
- Korytków
- Gowarczów
- Morzywół
- Bębnów
- Kornica
-  Brzuśnia (DK 42, DW 746, DW 749)
- Wincentów
- Gatniki
-  Sielpia Wielka (DK 74)
- Plenna
- Radoszyce
- Radoska
- Kapałów
- Mularzów
- Jóźwików

Woiwodschaft Heiligkreuz, Powiat Kielecki
- Sarbice Drugie
- Sarbice Pierwsze
- Czałczyn
-  Łopuszno (DW 786)
- Czartoszowy
- Gnieździska

Woiwodschaft Heiligkreuz, Powiat Jędrzejowski
- Wrzosówka
-  Małogoszcz (DW 762)
- Wola Tesserowa
- Lipnica
- Lasków
-  Jędrzejów (S 7, DK 7, DK 78, DW 768)